# Nuno Oliveira
Nuno Waldemar Núñez Marques Cardoso Pery de Linde de Abreu de Oliveira OIH (1925—1989) foi um cavaleiro português.

## Biografia
Mestre brilhante da equitação do século XX, Nuno Oliveira dedicou a sua vida ao ensino e à dressage, tornando-se num verdadeiro embaixador da arte equestre no mundo. Tendo começado a montar com apenas sete anos de idade, começou por receber os ensinamentos do mestre Joaquim Gonçalves de Miranda, que influenciou o seu estilo de montar, francês de Versailles. Em 1940, após a morte do mestre Miranda, Nuno Oliveira prosseguiu a sua carreira, apresentando-se diversas vezes em público e abrindo escola na Póvoa de Santo Adrião. Na década de 1960 granjeava já de uma significativa visibilidade, o que se refletiu não apenas no seu percurso, mas também na valorização do cavalo lusitano. Atuou em diversos países da Europa, América, Ásia e Oceânia, e foi lhe confiado o ensino de inúmeros jovens praticantes da equitação, vindos de todo o mundo. Em 1973 comprou a Quinta do Brejo, na freguesia de Santo Estêvão das Galés, concelho de Mafra, onde abriu escola e passou a viver. Publicou Princípios clássicos da arte de treinar cavalos}}, entre outros trabalhos escritos em português, francês e inglês, em que expôs o seu método equestre, refletindo sobre o contributo do cavalo lusitano para tão complexa arte. A 7 de Fevereiro de 1985 o Presidente da República, António Ramalho Eanes, agraciou-o como Oficial da Ordem do Infante D. Henrique.